# Styx (geslacht)
Styx is een geslacht van vlinders uit de familie van de prachtvlinders (Riodinidae), onderfamilie Euselasiinae.
Styx werd in 1875 voor het eerst wetenschappelijk beschreven door Staudinger.

## Soort
Styx omvat de volgende soort:
- Styx infernalis Staudinger, 1876